# رشادیه (اورتاکوی)
رشادیه (به ترکی استانبولی: Reşadiye) یک منطقهٔ مسکونی در ترکیه است که در اورتاکوی (آق‌سرای) واقع شده‌است.